# Arabis serpyllifolia
Arabis serpyllifolia är en korsblommig växtart som beskrevs av Dominique Villars. Arabis serpyllifolia ingår i släktet travar, och familjen korsblommiga växter. Inga underarter finns listade i Catalogue of Life.